# Michael Leask
Michael Alexander Leask (* 29. Oktober 1994 in Aberdeen, Vereinigtes Königreich) ist ein schottischer Cricketspieler, der seit 2014 für die schottische Nationalmannschaft spielt.

## Aktive Karriere
Leask gab sein Twenty20-Debüt für die Nationalmannschaft im Juli 2013 gegen Kenia. Daraufhin wurde er für den ICC World Twenty20 Qualifier 2013 nominiert, wo er gegen die Niederlande ein Fifty über 58 Runs erzielte. Sein ODI-Debüt folgte beim ICC Cricket World Cup Qualifier 2014 gegen Kanada. Im September 2014 folgte dann ein Fifty (50 Runs) in der ODI-Serie in Irland. Er wurde dann für den Cricket World Cup 2015 nominiert, wo ihm als beste Leistung 23* Runs gegen Australien gelangen. Beim ICC World Twenty20 Qualifier 2015 konnte er dann gegen die Vereinigten Arabischen Emirate drei Wickets (3/20) als Bowler erzielen. Er war dann Teil des Teams beim ICC World Twenty20 2016, hatte dort jedoch nur einen Einsatz. Beim ersten Sieg Schottlands gegen ein Vollmitglieds des Weltverbandes gegen Simbabwe im Juni 2017 erzielte er ein Fifty über 59 Runs. Im Januar 2018 erzielte er bei einem Drei-Nationen-Turnier in den Vereinigten Arabischen Emirate gegen Irland ein Fifty über 59 Runs. Beim darauf folgenden ICC Cricket World Cup Qualifier 2018 konnte er gegen Simbabwe 4 Wickets für 37 Runs erreichen und ebnete so den Weg für ein Unentschieden. Jedoch verpasste Schottland dadurch die Weltmeisterschafts-Qualifikation. In der Saison 2018 gelangen ihm gegen Pakistan drei Wickets (3/31).
Bei einem heimischen Drei-Nationen-Turnier gegen Papua-Neuguinea erzielte er ebenso drei Wickets (3/37). Zwei Jahre später absolvierte er ein Drei-Nationen-Turnier im Oman und konnte dort abermals gegen Papua-Neuguinea neben drei Wickets (3/19) ein Fifty über 51* runs erreichen, wofür er als Spieler des Spiels ausgezeichnet wurde. Daraufhin war er Teil des Teams beim ICC Men’s T20 World Cup 2021, wo er als beste Leistung gegen Namibia neben 44 Runs aus zwei Wickets (2/12) erreichte. Im April konnte er erneut gegen Papua-Neuguinea bei einem Drei-Nationen-Turnier in den Vereinigten Arabischen Emiraten mit einem Fifty (50* Runs) herausragen und in einem weiteren Spiel gegen den Oman drei Wickets (3/35) erzielen. In der Saison 2022 erreichte er gegen Neuseeland ein Fifty über 85 Runs. Er war dann erneut Teil de Teams beim ICC Men’s T20 World Cup 2022, wobei ihm beim Sieg gegen die West Indies zwei wickets (2/15) gelangen. Bei einem Drei-Nationen-Turnier in Nepal im Februar 2023 erzielte er gegen Namibia ein Mal vier (4/24) und ein Mal drei (3/42) Wickets und gegen den Gastgeber ein Century über 107* Runs aus 85 Bällen. Beim ICC Cricket World Cup Qualifier 2023 wurde er für ein Fifty über 91* Runs gegen Irland als Spieler des Spiels ausgezeichnet, jedoch verpasste Schottland die Qualifikation. Für die folgende Twenty20-Weltmeisterschaft konnte diese jedoch gesichert werden. Bei der Europa-Qualifikation erreichte er gegen Österreich 3 Wickets für 11 Runs. Im Jahr darauf wurde er dann für den ICC Men’s T20 World Cup 2024 nominiert. Dort gelangen ihm unter anderem 35 Runs gegen Namibia, wofür er als Spieler des Spiels ausgezeichnet wurde.